# Řád 25. února
Řád 25. února je bývalé státní vyznamenání udělované na základě vládního nařízení číslo 34/1949 Sb. Byl zřízen jako odměna pro občany, kteří se vynikající měrou zasloužili o dovršení vítězství komunistů v únoru 1948. Za stejné zásluhy mohl být řád udělen i vojenským a podobným útvarům, skupinám osob a symbolům. Měl tři stupně. Toto vyznamenání obdrželi např. ostravský starosta Josef Lampa, akademik František Trávníček a další.

## Třídy
Řád měl následující třídy zásluh:
- Stříbrná hvězda
- Stříbrná medaile
- Bronzová medaile

| Stužky          |                  |                  |
| Stříbrná hvězda | Stříbrná medaile | Bronzová medaile |